# Dryopteris tijuccana
Dryopteris tijuccana là một loài thực vật có mạch trong họ Dryopteridaceae. Loài này được (C. Chr.) C. Chr. miêu tả khoa học đầu tiên năm 1905.